# Dorfkirche Unterweißbach

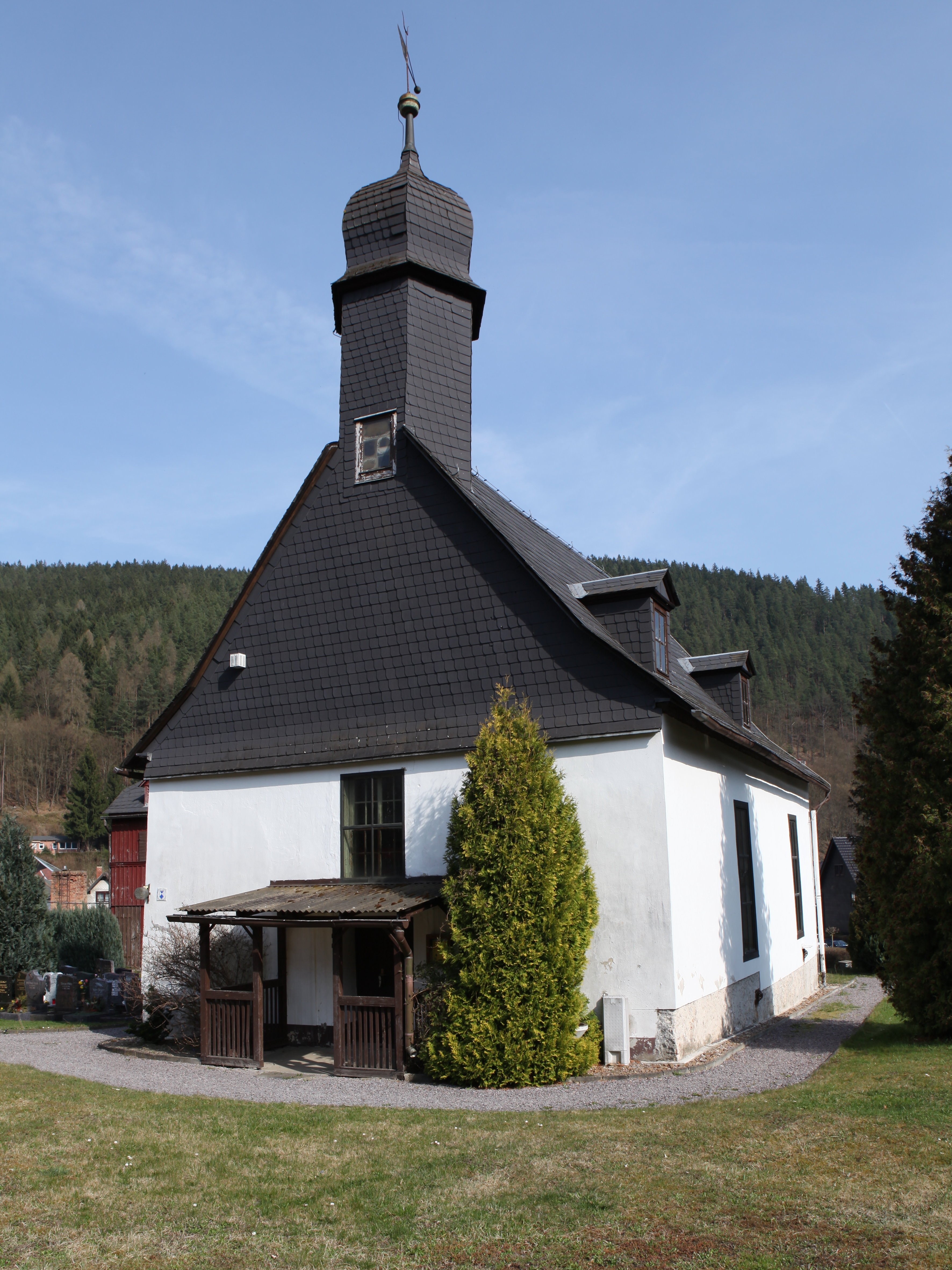
Evangelische Kirche Unterweißbach

Die evangelische Dorfkirche Unterweißbach steht in der Gemeinde Unterweißbach im Landkreis Saalfeld-Rudolstadt in Thüringen.

## Geschichte
Die Jahreszahl 1845 auf der Wetterfahne verweist auf Erneuerung der die Turmbekrönung; über die vorherige Geschichte eines Gotteshauses in Unterweißbach wurde bislang nichts gefunden. Vermutlich ist das Gebäude wesentlich älter, denn beim Kirchenbau in Oberweißbach 1767 bis 1779 sollen die Gläubigen aus Oberweißbach die Unterweißbacher Kirche mit benutzt haben.
Die Kirche vereint seit ihrem Umbau in den Jahren 1978/1979 alte und neue sakrale Kunst.
Der Schnitzaltar von dem Riemenschneider-Schüler Hans Gottwald wurde vor 1510 gefertigt und Anfang 1980 restauriert. In der Mitte wird die auf der Mondsichel stehende Maria mit dem apfeltragenden Jesuskind auf dem rechten Arm dargestellt. Zu ihren Häuptern zwei Engel tragend. Zur Linken Bischof Nikolaus mit zwei Goldklumpen und zur rechten Seite Diakon Laurentius. Auf dem linken Flügel ist ein Abt dargestellt. Auf dem rechten Flügel befinden sich der Heilige Martin mit Schwert. Auf der Altaraußenseite befinden sich Tafelmalereien, das Altarkreuz, Lesepult, Leuchter und ein Kreuz vom Erfurter Metallgestalter Helmut Griese.
Seine Meditation zum Metallkreuz:
- Kupfer = rot  = steht für Christus
- Gold   = gelb = steht für Gott Vater
- `Silber = weiß = steht für Heiligen Geist[1][2]